# Campionati mondiali giovanili di nuoto 2008
La seconda edizione dei Campionati mondiali giovanili di nuoto si è svolta a Monterrey (Messico) dall'8 luglio al 13 luglio 2008.
Alla competizione hanno partecipato massimo 2 nuotatori per federazione ed evento di età compresa tra i 14-17 anni ('91,'92,'93,'94) per le nuotatrici e 15-18 anni ('90,'91,'92,'93) per i nuotatori.

## Programma
| \| \| 8 luglio \|               | \| \| 8 luglio \| |
| ------------------------------- | ----------------- |
| Sessione Mattutina              |                   |
| 400m Stile libero (maschili)    | Qualificazioni    |
| 50m Rana (femminili)            | Qualificazioni    |
| 100m Dorso (maschili)           | Qualificazioni    |
| 400m Misti (femminili)          | Qualificazioni    |
| 100m Rana (maschili)            | Qualificazioni    |
| 100m Dorso (femminili)          | Qualificazioni    |
| 4x100m Stile libero (maschili)  | Qualificazioni    |
| 4x200m Stile libero (femminili) | Qualificazioni    |
| Sessione Pomeridiana            |                   |
| 400m Stile libero (maschili)    | Finale            |
| 50m Rana (femminili)            | Semifinali        |
| 100m Dorso (maschili)           | Semifinali        |
| 400m Misti (femminili)          | Finale            |
| 100m Rana (maschili)            | Semifinali        |
| 100m Dorso (femminili)          | Semifinali        |
| 4x100m Stile libero (maschili)  | Finale            |
| 4x200m Stile libero (femminili) | Finale            |
|                                 | 8 luglio          |

| \| \| 9 luglio \|             | \| \| 9 luglio \|   |
| ----------------------------- | ------------------- |
| Sessione Mattutina            |                     |
| 200m Misti (maschili)         | Qualificazioni      |
| 100m Stile libero (femminili) | Qualificazioni      |
| 100m Farfalla (maschili)      | Qualificazioni      |
| 200m Farfalla (femminili)     | Qualificazioni      |
| 200m Stile libero (maschili)  | Qualificazioni      |
| 800m Stile libero (femminili) | Batterie più lente  |
| Sessione Pomeridiana          |                     |
| 800m Stile libero (femminili) | Batterie più veloci |
| 100m Dorso (maschili)         | Finale              |
| 200m Farfalla (femminili)     | Finale              |
| 200m Stile libero (maschili)  | Finale              |
| 50m Rana (femminili)          | Finale              |
| 100m Farfalla (maschili)      | Semifinali          |
| 100m Stile libero (femminili) | Semifinali          |
| 100m Rana (maschili)          | Finale              |
| 100m Dorso (femminili)        | Finale              |
| 200m Misti (maschili)         | Finale              |
|                               | 9 luglio            |

| \| \| 10 luglio \|            | \| \| 10 luglio \|  |
| ----------------------------- | ------------------- |
| Sessione Mattutina            |                     |
| 50m Farfalla (femminili)      | Qualificazioni      |
| 50m Dorso (maschili)          | Qualificazioni      |
| 100m Rana (femminili)         | Qualificazioni      |
| 50m Stile libero (maschili)   | Qualificazioni      |
| 200m Dorso (femminili)        | Qualificazioni      |
| 800m Stile libero (maschili)  | Batterie più lente  |
| Sessione Pomeridiana          |                     |
| 800m Stile libero (maschili)  | Batterie più veloci |
| 50m Farfalla (femminili)      | Semifinali          |
| 50m Stile libero (maschili)   | Semifinali          |
| 200m Dorso (femminili)        | Finale              |
| 100m Farfalla (maschili)      | Finale              |
| 100m Rana (femminili)         | Semifinali          |
| 50m Dorso (maschili)          | Semifinali          |
| 100m Stile libero (femminili) | Finale              |
|                               | 10 luglio           |

| \| \| 11 luglio \|             | \| \| 11 luglio \| |
| ------------------------------ | ------------------ |
| Sessione Mattutina             |                    |
| 50m Dorso (femminili)          | Qualificazioni     |
| 50m Farfalla (maschili)        | Qualificazioni     |
| 400m Stile libero (femminili)  | Qualificazioni     |
| 200m Rana (maschili)           | Qualificazioni     |
| 200m Misti (femminiili)        | Qualificazioni     |
| 4x200m Stile libero (maschili) | Qualificazioni     |
| Sessione Pomeridiana           |                    |
| 50m Dorso (femminili)          | Finale             |
| 200m Rana (maschili)           | Finale             |
| 50m Farfalla (femminili)       | Finale             |
| 50m Dorso (maschili)           | Finale             |
| 100m Rana (femminili)          | Finale             |
| 50m Farfalla (maschili)        | Semifinali         |
| 400m Stile libero (femminili)  | Finale             |
| 50m Stile libero (maschili)    | Finale             |
| 200m Misti (femminili)         | Finale             |
| 4x200m Stile libero (maschili) | Finale             |
|                                | 11 luglio          |

| \| \| 12 luglio \|              | \| \| 12 luglio \|  |
| ------------------------------- | ------------------- |
| Sessione Mattutina              |                     |
| 100m Stile libero (maschili)    | Qualificazioni      |
| 100m Farfalla (femminili)       | Qualificazioni      |
| 400m Misti (maschili)           | Qualificazioni      |
| 50m Stile libero (femminili)    | Qualificazioni      |
| 50m Rana (maschili)             | Qualificazioni      |
| 4x100m Stile libero (femminili) | Qualificazioni      |
| 1500m Stile libero (femminili)  | Batterie più lente  |
| Sessione Pomeridiana            |                     |
| 1500m Stile libero (femminili)  | Batterie più veloci |
| 100m Stile libero (maschili)    | Semifinale          |
| 100m Farfalla (femminili)       | Semifinale          |
| 50m Farfalla (maschili)         | Finale              |
| 50m Stile libero (femminili)    | Semifinali          |
| 50m Rana (maschili)             | Semifinali          |
| 50m Dorso (femminili)           | Finale              |
| 400m Misti (maschili)           | Finale              |
| 4x100 Stile libero (femminili)  | Finale              |
|                                 | 12 luglio           |

| \| \| 13 luglio \|            | \| \| 13 luglio \|  |
| ----------------------------- | ------------------- |
| Sessione Mattutina            |                     |
| 200m Dorso (maschili)         | Qualificazioni      |
| 200m Rana (femminili)         | Qualificazioni      |
| 200m Farfalla (maschili)      | Qualificazioni      |
| 200m Stile libero (femminili) | Qualificazioni      |
| 4x100m Misti (maschili)       | Qualificazioni      |
| 4x100m Misti (femminili)      | Qualificazioni      |
| 1500m Stile libero (maschili) | Batterie più lente  |
| Sessione Pomeridiana          |                     |
| 100m Stile libero (maschili)  | Finale              |
| 200m Rana (femminili)         | Finale              |
| 200m Dorso (maschili)         | Finale              |
| 100m Farfalla (femminili)     | Finale              |
| 1500m Stile libero (maschili) | Batterie più veloci |
| 50m Stile libero (femminili)  | Finale              |
| 200m Farfalla (maschili)      | Finale              |
| 50m Rana (maschili)           | Finale              |
| 200m Stile libero (femminili) | Finale              |
| 4x100m Misti (maschili)       | Finale              |
| 4x100m Misti (femminili)      | Finale              |
|                               | 13 luglio           |

## Medagliere
| Pos.   | Paese         | Oro | Argento | Bronzo | Totale |
| ------ | ------------- | --- | ------- | ------ | ------ |
| 1      | Stati Uniti   | 9   | 7       | 5      | 21     |
| 2      | Russia        | 7   | 2       | 4      | 13     |
| 3      | Nuova Zelanda | 5   | 0       | 0      | 5      |
| 4      | Australia     | 4   | 4       | 2      | 10     |
| 5      | Gran Bretagna | 4   | 2       | 2      | 8      |
| 6      | Italia        | 3   | 5       | 2      | 10     |
| 7      | Giappone      | 3   | 3       | 7      | 13     |
| 8      | Polonia       | 2   | 1       | 3      | 6      |
| 9      | Germania      | 1   | 7       | 1      | 9      |
| 10     | Francia       | 1   | 2       | 2      | 5      |
| 11     | Sudafrica     | 1   | 0       | 0      | 1      |
| 12     | Canada        | 0   | 2       | 6      | 8      |
| 13     | Serbia        | 0   | 2       | 1      | 3      |
| 14     | Brasile       | 0   | 1       | 1      | 2      |
| 14     | Bielorussia   | 0   | 1       | 1      | 2      |
| 16     | Grecia        | 0   | 1       | 0      | 1      |
| 17     | Venezuela     | 0   | 0       | 2      | 2      |
| 17     | Svezia        | 0   | 0       | 1      | 1      |
| Totale | Totale        | 42  | 42      | 42     | 126    |

## Podi

### Uomini
| Evento               | Oro                                                                          | Tempo    | Argento                                                                   | Tempo    | Bronzo                                                                    | Tempo    |
| Stile libero         |                                                                              |          |                                                                           |          |                                                                           |          |
| 50 m                 | Orinoco Faamausili-Banse                                                     | 22"37    | Luca Dotto                                                                | 22"63    | Luca Leonardi                                                             | 22"70    |
| 100 m                | Luca Dotto                                                                   | 50"06    | Luca Leonardi                                                             | 50"11    | Oleg Tikhobaev                                                            | 50"33    |
| 200 m                | Danila Izotov                                                                | 1'47"63  | Robert Bale                                                               | 1'49"44  | Lucien Hassdenteufel                                                      | 1'49"72  |
| 400 m                | Danila Izotov                                                                | 3'51"81  | Alex Di Giorgio                                                           | 3'53"19  | Krzysztof Pielowski                                                       | 3'53"66  |
| 800 m                | Heerden Herman                                                               | 8'01"77  | Krzystof Pielowski                                                        | 8'02"02  | Raoul Shaw                                                                | 8'04"71  |
| 1500 m               | Krzystof Pielowski                                                           | 15'25"01 | Artem Podyakov                                                            | 15'26"56 | Raoul Shaw                                                                | 15'31"07 |
| Dorso                |                                                                              |          |                                                                           |          |                                                                           |          |
| 50 m                 | Benjamin Treffers                                                            | 25"60    | Pavel Sankovič                                                            | 25"93    | Artem Dubovskoy                                                           | 26"17    |
| 100 m                | Daniel Bell                                                                  | 55"32    | Benjamin Treffers                                                         | 55"77    | Chris Walker-Hebborn                                                      | 56"04    |
| 200 m                | Kurt Basset                                                                  | 1:59267  | Matthew Swanston                                                          | 2:00"53  | Radosław Kawęcki                                                          | 2:00"72  |
| Rana                 |                                                                              |          |                                                                           |          |                                                                           |          |
| 50 m                 | Daniel Sliwinski                                                             | 28"37    | Csaba Szilágyi                                                            | 28"38    | Andrea Toniato                                                            | 28"40    |
| 100 m                | Daniel Sliwinski                                                             | 1'02"19  | Marco Koch                                                                | 1'02"56  | Csaba Szilágyi                                                            | 1'02"57  |
| 200 m                | Alexey Zinovyev                                                              | 2'14"78  | Marco Koch                                                                | 2'15"27  | Robert Holderness                                                         | 2'15"67  |
| Farfalla             |                                                                              |          |                                                                           |          |                                                                           |          |
| 50 m                 | Daniel Bell                                                                  | 23"61    | Ivan Lenđer                                                               | 23"97    | Pavel Sankovič                                                            | 24"26    |
| 100 m                | Daniel Bell                                                                  | 52"52    | Ivan Lenđer                                                               | 52"62    | Timothy Phillips                                                          | 52"87    |
| 200 m                | Yuya Horihata                                                                | 1'59"03  | Federico Bussolin                                                         | 1'59"13  | Yusuke Mori                                                               | 1'59"32  |
| Misti                |                                                                              |          |                                                                           |          |                                                                           |          |
| 200 m                | Dimitri Colupaev                                                             | 2'02"28  | Austin Surhoff                                                            | 2'02"51  | Yuya Horihata                                                             | 2'02"99  |
| 400 m'               | Andrew Gemmell                                                               | 4'21"58  | Jan-David Schepers                                                        | 4'22"10  | Keita Sameshima                                                           | 4'29"93  |
| Staffette            |                                                                              |          |                                                                           |          |                                                                           |          |
| 4x100 m stile libero | Italia Luca Dotto Marco Orsi Fabio Gimondi Luca Leonardi                     | 3'19"09  | Russia Artem Lobuzov Vladimir Bryukhov Oleg Tikhobaev Danila Izotov       | 3'20"64  | Brasile Marcos Macedo João de Lucca Renner Lima Henrique Rodrigues        | 3'22"81  |
| 4x200 m stile libero | Gran Bretagna Robert Bale Thomas Parris Ryan Bennett Chris Walker-Hebborn    | 7'20"18  | Germania Joel Ax Lucien Hassdenteufel Jan-David Schepers Dimitri Colupaev | 7'20"27  | Giappone Kohei Masuda Yuta Takahashi Yūki Kobori Yuya Horihata            | 7'24"72  |
| 4x100 m misti        | Gran Bretagna Chris Walker-Hebborn Daniel Sliwinski James Doolan Robert Bale | 3'41"69  | Giappone Takashi Iyobe Takeshi Yamada Shinri Shioura Kenta Ito            | 3:42"61  | Stati Uniti Timothy Johnson Eric Friedland Timothy Phillips Walter Rumans | 3:42"79  |

### Donne
| Evento               | Oro                                                                         | Tempo        | Argento                                                                 | Tempo    | Bronzo                                                            | Tempo    |
| Stile libero         |                                                                             |              |                                                                         |          |                                                                   |          |
| 50 m                 | Elodie Schmitt                                                              | 25"88        | Hannah Riordan                                                          | 25"95    | Nathalie Lindborg                                                 | 26"01    |
| 100 m                | Samantha Tucker                                                             | 55"59di pie  | Silke Lippok                                                            | 56"08    | Megan Romano                                                      | 56"32    |
| 200 m                | Dagny Knutson                                                               | 1'59"78      | Samantha Tucker                                                         | 2'00"41  | Ellen Fullerton                                                   | 2'01"18  |
| 400 m                | Elena Sokolova                                                              | 4'06"30 , NR | Margaux Fabre                                                           | 4'12"44  | Katie Gardocki                                                    | 4'13"00  |
| 800 m                | Elena Sokolova                                                              | 8'32"75      | Katie Gardocki                                                          | 8'37"08  | Andreína Pinto                                                    | 8'37"82  |
| 1500 m               | Elena Sokolova                                                              | 16:28"77     | Kalliopi Araouzou                                                       | 16'33"68 | Andreína Pinto                                                    | 16'36"33 |
| Dorso                |                                                                             |              |                                                                         |          |                                                                   |          |
| 50 m                 | Grace Loh                                                                   | 28"83        | Etiene Medeiros                                                         | 29"44    | Elizabeth Pelton                                                  | 29"45    |
| 100 m                | Grace Loh                                                                   | 1:02"02      | Elizabeth Pelton                                                        | 1'02"37  | Tess Simpson                                                      | 1'02"96  |
| 200 m                | Zuzanna Mazurek                                                             | 2'12"56      | Elizabeth Pelton                                                        | 2'13"53  | Karolina Urbanska                                                 | 2'13"83  |
| Rana                 |                                                                             |              |                                                                         |          |                                                                   |          |
| 50 m                 | Anna Carlson                                                                | 31"81        | Laura Sogar                                                             | 31"94    | Amanda Reason                                                     | 32"02    |
| 100 m                | Samantha Marshall                                                           | 1'08"72      | Mina Matsushima                                                         | 1'08"99  | Ekaterina Baklakova                                               | 1'09"06  |
| 200 m                | Olga Detenyuk                                                               | 2'25"19      | Keiko Fukudome                                                          | 2'25"39  | Laura Sogar                                                       | 2'26"41  |
| Farfalla             |                                                                             |              |                                                                         |          |                                                                   |          |
| 50 m                 | Silvia Di Pietro                                                            | 26"77        | Mélanie Henique                                                         | 27"09    | Ellese Zallewsky                                                  | 27"13    |
| 100 m                | Natsuki Akiyama                                                             | 59"58        | Silvia Di Pietro                                                        | 59"60    | Yui Miyamoto                                                      | 1'00"05  |
| 200 m                | Natsuki Akiyama                                                             | 2'08"10      | Nina Schiffer                                                           | 2'09"36  | Yui Miyamoto                                                      | 2'09"41  |
| Misti                |                                                                             |              |                                                                         |          |                                                                   |          |
| 200 m                | Dagny Knutson                                                               | 2'12"97      | Ellen Fullerton                                                         | 2'14"73  | Victoria Andreeva                                                 | 2'16"21  |
| 400 m                | Dagny Knutson                                                               | 4:43"49      | Ellen Fullerton                                                         | 4'45"17  | Barbara Jardin                                                    | 4'49"10  |
| Staffette            |                                                                             |              |                                                                         |          |                                                                   |          |
| 4x100 m stile libero | Stati Uniti Dagny Knutson Megan Romano Elizabeth Pelton Samantha Tucker     | 3'43"54      | Germania Silke Lippok Franziska Jansen Lisa Vitting Sina Sutter         | 3'46"63  | Canada Hannah Riordan Hilary Bell Paige Schultz Alexandra Gabor   | 3'47"30  |
| 4x200 m stile libero | Stati Uniti Samantha Tucker Lily Moldenhauer Dagny Knutson Elizabeth Pelton | 8'04"49      | Gran Bretagna Sasha Matthews Rebecca Turner Lucy Worrall Lauren Collins | 8'06"52  | Canada Alexandra Gabor Barbara Jardin Hilary Bell Paige Schultz   | 8'10"08  |
| 4x100 m misti        | Stati Uniti Elizabeth Pelton Laura Sogar Caroline McElhany Samantha Tucker  | 4'06"90      | Australia Grace Loh Samantha Marshall Ellese Zalewski Ellen Fullerton   | 4'07"59  | Canada Tess Simpson Amanda Reason Kendra Chernoff Hannah Riordan] | 4'07"76  |

## Plurimedagliati
| Atleta | Posizione            | Paese         |   |   |   | Totale |
| ------ | -------------------- | ------------- | - | - | - | ------ |
| 1      | Dagny Knutson        | Stati Uniti   | 5 | 0 | 0 | 5      |
| 2      | Samantha Tuker       | Stati Uniti   | 4 | 1 | 0 | 5      |
| 3      | Elizabeth Pelton     | Stati Uniti   | 3 | 2 | 1 | 5      |
| 4      | Daniel Bell          | Nuova Zelanda | 3 | 0 | 0 | 3      |
| -      | Daniel Sliwinski     | Regno Unito   | 3 | 0 | 0 | 3      |
| 5      | Danila Izotov        | Russia        | 2 | 1 | 0 | 3      |
| -      | Luca Dotto           | Italia        | 2 | 1 | 0 | 3      |
| -      | Robert Dale          | Regno Unito   | 2 | 1 | 0 | 3      |
| -      | Grace Loh            | Australia     | 2 | 1 | 0 | 3      |
| 9      | Chris Walker-Hebborn | Regno Unito   | 2 | 0 | 1 | 3      |
| 10     | Elena Sokolova       | Russia        | 2 | 0 | 0 | 2      |
| -      | Natsuki Akiyama      | Giappone      | 2 | 0 | 0 | 2      |
| 12     | Luca Leonardi        | Italia        | 1 | 1 | 1 | 3      |
| -      | Laura Sogar          | Stati Uniti   | 1 | 1 | 1 | 3      |
| -      | Krzysztof Pielowski  | Polonia       | 1 | 1 | 1 | 3      |
| 15     | Dimitri Colupaev     | Germania      | 1 | 1 | 0 | 2      |
| -      | Silvia Di Pietro     | Italia        | 1 | 1 | 0 | 2      |
| -      | Benjamin Treffers    | Australia     | 1 | 1 | 0 | 2      |
| -      | Samantha Marshall    | Australia     | 1 | 1 | 0 | 2      |
| 19     | Yuya Horihata        | Giappone      | 1 | 0 | 2 | 3      |
| 20     | Megan Romano         | Stati Uniti   | 1 | 0 | 1 | 2      |
| 21     | Ellen Fullerton      | Australia     | 0 | 3 | 1 | 4      |
| 22     | Marco Koch           | Germania      | 0 | 2 | 0 | 2      |
| -      | Silke Lippok         | Germania      | 0 | 2 | 0 | 2      |
| -      | Ivan Lenđer          | Serbia        | 0 | 2 | 0 | 2      |
| -      | Jan David Schepers   | Germania      | 0 | 2 | 0 | 2      |
| 26     | Hannah Riordan       | Canada        | 0 | 1 | 2 | 3      |
| 27     | Katie Gardocki       | Stati Uniti   | 0 | 1 | 1 | 2      |
| -      | Caba Siladji         | Serbia        | 0 | 1 | 1 | 2      |
| -      | Oleg Tikhobaev       | Russia        | 0 | 1 | 1 | 2      |
| 30     | Barbara Jardin       | Canada        | 0 | 0 | 2 | 2      |
| -      | Andreina Pinto       | Venezuela     | 0 | 0 | 2 | 2      |
| -      | Pavel Sankovič       | Bielorussia   | 0 | 0 | 2 | 2      |
| -      | Hillary Bell         | Canada        | 0 | 0 | 2 | 2      |
| -      | Paige Schultz        | Canada        | 0 | 0 | 2 | 2      |
| -      | Yui Miyamoto         | Giappone      | 0 | 0 | 2 | 2      |
| -      | Timothy Johnson      | Stati Uniti   | 0 | 0 | 2 | 2      |
| -      | Tess Simpson         | Canada        | 0 | 0 | 2 | 2      |
| -      | Amanda Reason        | Canada        | 0 | 0 | 2 | 2      |
| -      | Raoul Shaw           | Francia       | 0 | 0 | 2 | 2      |